# Magyar Szimfonikus Zenekarok Szövetsége
A Magyar Szimfonikus Zenekarok Szövetsége 1993-ban alakult meg 13 zenekar részvételével, a szimfonikus zenekarok szakmai képviseletét látja el. Segíti a zenekarok és a kulturális minisztérium közötti kapcsolattartást. A „Zenekar” című saját kiadású folyóirata a zenei közélet híreit, annak eseményeit teszi közzé. A Szövetség tagja a Magyar Zenei Tanácsnak, a PEARLE-nek (Performing Arts Employers Associations League Europe) és az IAOA-nak (The International Alliance of Orchestra Associations). A Szövetséget öttagú elnökség képviseli.

## Külső hivatkozások
- Hivatalos oldal